# FCC Logística
A FCC logística é uma empresa com origem em Espanha. Esta faz parte do sector logístico do Grupo FCC (Fomento de Construcciones Y Contratas, SA) (Aitena, 2001). Surgiu da união de grandes grupos empresariais ligados à actividade logística. Estes grupos empresariais foram: Aitena Espanha e Portugal, Logística Navarra e Grupo Logístico Santos (A nossa Empresa, 2006).
Hoje em dia a FCC Logística opera em Portugal e em Espanha e apresenta uma diversidade de soluções para a cadeia de abastecimento nestes dois países. Esta para maximizar o valor dos seus serviços mantém alianças estratégigas com outras entidades (A nossa Empresa, 2006).

## Unidades de negócio
As unidades de negócio a que se destina a FCC Logística são (Unidade de Negócio, 2006):
- Automóvel;
- Farmácia, Indústria e Tecnologia;
- Transporte;
- Aduana;
- Consumo;
- Retail;
- Portugal.

### Unidade Negócio Automóvel
Esta unidade de negócio destina-se à implementação e prestação de serviçoes logísticos, tanto para fabricantes como para os fornecedores de primeironível. As principais características desta unidade de negócio são: tem uma política de partnership com clientes, uma organização de estruturas ligeiras e adaptado a mudanças. Pertence a um grande grupo que opera tanto a nível nacional e internacional e valoriza também os seus recursos humanos (Unidade de Negócio, 2006).

### Unidade Negócio Farmácia, Indústria e Tecnologia
A unidade de negócio que diz respeito às farmácias está muito bem valorizada neste sector, devido aos muitos bons serviços prestados pela FCC Logística. Esta está autorizada para armazenar, manipular e transportar os produtos farmacêuticos pela AEM e Infarmed.
A FCC Logística também presta serviços para a indústria (cada cliente requer uma análise específica) e para a tecnologia (Unidade de Negócio, 2006).

### Unidade Negócio Transporte
Na FCC Logística também são "especialistas" no que diz respeito ao transporte de mercadorias. Estas mercadorias podem ser acondicionadas a temperaturas altas ou baixas, bem como a temperatura ambiente. Este processo denomina-se de ADR.
A sua frota tem 3 anos, nesse período nunca sofreram acidentes e os prazos de entrega estabelecidos são sempre respeitados (Unidade de Negócio, 2006).

### Unidade Negócio Aduana
Esta unidade de negócio é um depósito alfandegário. Este está situado no porto de Valência.
Nestes deposítos alfandegários efecua-se um controlo das marcas, reembalagens de material, etiquetagens, paletizações, etc. A mercadoria importadada é vendida nestes postos alfandegários a um preço mais reduzido uma vez que o IVA é mais reduzido (Unidade de Negócio, 2006).

### Unidade Negócio Consumo
Como para o sector automóvel e de farmácias, a FCC Logística também faz armazenagem, manipulação e transporte de produtos destinados ao sector do consumo (produtos de cuidado pessoal, alimentação, electrodomésticos, etc.) (Unidade de Negócio, 2006).

### Unidade Negócio Portugal
Em Portugal a FCC logística está associado à operadora logística Aitena Portugal. Como referido na introdução a FCC Logística surgiu da união de grandes grupos empresariais entre os quais a Aitena Portugal (Unidade de Negócio, 2006).

#### Aitena Portugal
A Aitena Portugal/FCC Logística é um dos líderes no sector da logistica em Portugal desde 1997, ano em que se instalou em Azambuja. Antes disso, desde 1992, que presta os seus serviços em Portugal.
Esta possui no nosso país de 6 centros de distribuição e uma plataforma estratégicamente localizados, conseguindo com isto fornecer os seus serviços (Distribuição, Informação, etc.) de uma forma mais eficaz.
É uma empresa razoavelmente jovem, mas também é ja uma empresa de renome em Portugal na área da logística. Conseguiu este sucesso com a ajuda e experiências de outras empresas do grupo FCC/Logística, mas também com a organização e criativadade da sua equipa (Aitena, 2001).
Serviços
O grupo Aitena destina-se, entre outras funcionalidades, a 5 tipos de serviços, são eles (História, 2001):
- Armazenagem;
- Administração;
- Manipulação;
- Transformação;
- Distribuição.

Curiosidades
A empresa Aitena Portugal está situada, num ranking, de 1000 empresas no 166º lugar, com os seguintes valores (Cofacce, 2003, cit. por As 1000 maiores empresas serviços, p. 3):
- Nome: Aitena de Portugal-Armazagem, Transporte e Distrib.Mercadorias,SA
- Actividade: Armazenagem não frigorifica
- CAE (Classificação de Actividades Económicas: 63122
- Número de empregados: 108
- Capital: 271.845€
- Volume de Negócios: 14.847.588€
- Ano: 2001